# Gare de Landivisiau
Gare de Landivisiau vasútállomás Franciaországban, Landivisiau településen.

## Vasútvonalak
Az állomást az alábbi vasútvonalak érintik:
- Párizs–Brest-vasútvonal

## Kapcsolódó állomások
A vasútállomáshoz az alábbi állomások vannak a legközelebb:
- Gare de La Roche-Maurice (Gare de Brest, Párizs–Brest-vasútvonal)
- Gare de Guimiliau (Paris Gare Montparnasse, Párizs–Brest-vasútvonal)